# Улинич, Роман Борисович
Роман Борисович Улинич (при рождении Финкельштейн; 1907, Одесса — 1996, Москва) — советский инженер, учёный в области радиосвязи, лауреат Сталинской премии.

## Биография
Сын архитектора Бориса Яковлевича Улинича (Финкельштейна) и Клары Марковны Арендар.
Окончил МЭИ (1931). С 1927 работал сначала в Остехбюро, НИИ-20, затем на заводе-203, в наркомате электропромышленности, на заводе-695 (1941—1947), во ВНИИРТ (1947—1961), во ВНИИРС.
Один из разработчиков станции Р-400 с фазово-импульсной модуляцией.
Автор книги:
- Практическое обеспечение надежности РЭА при проектировании / Р. Б. Улинич. — М. : Радио и связь, 1985. — 112 с. : граф.; 20 см. — (Б-ка инженера по надежности. БИН).

Сталинская премия 1950 года — за разработку новой радиоаппаратуры.

## Семья
Жена — Мария Константиновна Сапожникова. Сын — физик Феликс Романович Улинич.
Жена — Гита Яковлевна Каганская. Сын — Сергей Романович Улинич. Внучка — писатель Анна Сергеевна Улинич.